# Sportverein Darmstadt 1898 1974-1975
Questa voce raccoglie le informazioni riguardanti lo Sportverein Darmstadt 1898 nelle competizioni ufficiali della stagione 1974-1975.

## Stagione
Nella stagione 1974-1975 il Darmstadt, allenato da Udo Klug, concluse il campionato di 2. Bundesliga al 10º posto. In Coppa di Germania il Darmstadt fu eliminato al secondo turno dal Schwarz-Weiß Essen.

## Rosa
| N. |                     | Ruolo | Calciatore         |
| -- | ------------------- | ----- | ------------------ |
|    | Germania (bandiera) | P     | Uwe Ebert          |
|    | Germania (bandiera) | P     | Wolfgang Göbel     |
|    | Germania (bandiera) | P     | Dieter Rudolf      |
|    | Germania (bandiera) | D     | Gerd Deutsch       |
|    | Germania (bandiera) | D     | Stefan Sprey       |
|    | Germania (bandiera) | D     | Willi Wagner       |
|    | Germania (bandiera) | D     | Edwin Westenberger |
|    | Germania (bandiera) | C     | Walter Bechtold    |
|    | Germania (bandiera) | C     | Herbert Dörenberg  |
|    | Germania (bandiera) | C     | Manfred Drexler    |
|    | Germania (bandiera) | C     | Bernhard Metz      |

| N. |                     | Ruolo | Calciatore          |
| -- | ------------------- | ----- | ------------------- |
|    | Germania (bandiera) | C     | Herbert Pampuch     |
|    | Germania (bandiera) | C     | Willibald Weiss     |
|    | Germania (bandiera) | A     | Rudolf Koch         |
|    | Germania (bandiera) | A     | Rainer Künkel       |
|    | Germania (bandiera) | A     | Rainer Lange        |
|    | Germania (bandiera) | A     | Hans Lindemann      |
|    | Germania (bandiera) | A     | Wolfgang Nöth       |
|    | Germania (bandiera) | A     | Karlheinz Schleiter |
|    | Germania (bandiera) | A     | Jochen Schmaltz     |
|    | Germania (bandiera) | A     | Joachim Weber       |

## Organigramma societario
Area tecnica
- Allenatore: Udo Klug
- Allenatore in seconda:
- Preparatore dei portieri:
- Preparatori atletici:

## Calciomercato

### Sessione estiva
| Acquisti | Acquisti        | Acquisti                     | Acquisti |
| R.       | Nome            | da                           | Modalità |
| -------- | --------------- | ---------------------------- | -------- |
| A        | Rainer Künkel   | Hessen Kassel                |          |
| D        | Stefan Sprey    | Kickers Offenbach (juniores) |          |
| C        | Willibald Weiss | Rot-Weiss Essen              |          |

| Cessioni | Cessioni          | Cessioni     | Cessioni |
| R.       | Nome              | a            | Modalità |
| -------- | ----------------- | ------------ | -------- |
| A        | Erich Schmiedl    | VfR Bürstadt |          |
| C        | Dieter Ungewitter | Villingen    |          |

### Sessione invernale
| Acquisti | Acquisti | Acquisti | Acquisti |
| R.       | Nome     | da       | Modalità |
| -------- | -------- | -------- | -------- |

| Cessioni | Cessioni | Cessioni | Cessioni |
| R.       | Nome     | a        | Modalità |
| -------- | -------- | -------- | -------- |

## Risultati

### 2. Bundesliga

#### Girone di andata
| Arbitro: | Schröder |

|               |           |  |
| Semlitsch 18’ | Marcatori |  |

| Arbitro: | Dittmer |

|                         |           |  |
| Weiss 83’ Schleiter 85’ | Marcatori |  |

| Arbitro: | Hofmeister |

|           |           |             |
| Grimm 23’ | Marcatori | 11’ Drexler |

| Arbitro: | Möckel |

|                                |           |  |
| Lindemann 23’, 40’ Drexler 79’ | Marcatori |  |

| Arbitro: | Tschenscher |

|            |           |                                 |
| Lausen 14’ | Marcatori | 29’ Bechtold 33’, 84’ Lindemann |

| Arbitro: | Nützel |

|                                         |           |               |
| Lindemann 6’ Weber 35’, 53’ Drexler 84’ | Marcatori | 77’ Pankotsch |

| Bayreuth 14 settembre 1974, ore 15:00 CET 7ª giornata | Bayreuth | 0 – 0 referto | Darmstadt | Hans-Walter-Wild Stadion (6 500 spett.)\| Arbitro: \| Kammann \| |
| Arbitro:                                              | Kammann  |               |           |                                                                  |

| Arbitro: | Ferro |

|           |           |           |
| Künkel 2’ | Marcatori | 15’ Meier |

| Arbitro: | Kollmann |

|                         |           |           |
| Haller 34’ Hoffmann 72’ | Marcatori | 47’ Weber |

| Arbitro: | Riegg |

|             |           |                      |
| Drexler 20’ | Marcatori | 72’ März 88’ Köstler |

| Arbitro: | Walz |

|                                        |           |  |
| Keller 25’, 76’ Kohlhäufl 72’ Kauf 86’ | Marcatori |  |

| Arbitro: | Hoch |

|                                   |           |                         |
| Johann 11’ Drenks 36’ Schmidt 54’ | Marcatori | 68’ Schleiter 88’ Lange |

| Arbitro: | Betz |

|                            |           |                        |
| Lange 23’ Drexler 40’, 86’ | Marcatori | 69’ Warken 84’ Dussier |

| Arbitro: | Grether |

|                                     |           |  |
| Böhni 2’ Sebert 82’ (rig.) Harm 89’ | Marcatori |  |

| Arbitro: | Engelhardt |

|              |           |  |
| Bechtold 71’ | Marcatori |  |

| Arbitro: | Berner |

|                                               |           |               |
| Skrotzki 19’ Rother 45’ Aumeier 82’ Boden 86’ | Marcatori | 42’ Lindemann |

| Arbitro: | Frickel |

|                                             |           |                           |
| Bechtold 48’ (rig.) Weber 51’ Lindemann 89’ | Marcatori | 22’ Gutzeit 34’ Haunstein |

| Arbitro: | Dellwing |

|                                                    |           |               |
| Seiler 13’, 79’, 87’ (rig.) Erhart 35’ Beichle 53’ | Marcatori | 74’ Schleiter |

| Arbitro: | Tschenscher |

|          |           |              |
| Metz 37’ | Marcatori | 84’ Fichtner |

#### Girone di ritorno
| Arbitro: | Aldinger |

|                                      |           |                          |
| Schleiter 32’ Bechtold 57’ Weber 74’ | Marcatori | 16’ Fazlić 76’ Spasovski |

| Arbitro: | Klauser |

|                                 |           |           |
| Holoch 14’ Frommer 25’ Haug 32’ | Marcatori | 73’ Weiss |

| Arbitro: | Sinnewe |

|                                       |           |           |
| Weiss 1’ Lindemann 3’, 75’ Künkel 49’ | Marcatori | 88’ Micic |

| Arbitro: | Ross |

|              |           |  |
| Hartmann 20’ | Marcatori |  |

| Arbitro: | Pfleiderer |

|          |           |                                 |
| Koch 10’ | Marcatori | 13’ Bopp 14’ Heinlein 58’ Unger |

| Arbitro: | Dittmer |

|                                            |           |                              |
| Wagner 34’ (aut.) Müller 57’ Pankotsch 73’ | Marcatori | 50’ (rig.) Weiss 53’ Drexler |

| Arbitro: | Ferro |

|                                                            |           |           |
| Schmaltz 24’ Bechtold 33’ (rig.) Drexler 54’ Dörenberg 62’ | Marcatori | 66’ Grimm |

| Arbitro: | Walesch |

|  |           |             |
|  | Marcatori | 40’ Drexler |

| Arbitro: | Engelhardt |

|                        |           |  |
| Künkel 25’ Drexler 28’ | Marcatori |  |

| Arbitro: | Luca |

|           |           |  |
| Klier 24’ | Marcatori |  |

| Arbitro: | Steigele |

|                 |           |                   |
| Westenberger 2’ | Marcatori | 10’, 38’ Lubanski |

| Arbitro: | Möckel |

|                     |           |  |
| Künkel 1’, 27’, 88’ | Marcatori |  |

| Arbitro: | Kammann |

|                 |           |                          |
| Warken 18’, 61’ | Marcatori | 33’ Schmaltz 44’ Pampuch |

| Arbitro: | Riegg |

|                                                 |           |           |
| Schmaltz 14’ Weber 45’ Künkel 47’, 59’ Metz 80’ | Marcatori | 76’ Adler |

| Arbitro: | Pfleiderer |

|                                 |           |                          |
| Walitza 4’ Eder 42’ Nüssing 90’ | Marcatori | 27’ Künkel 50’ Lindemann |

| Arbitro: | Quindeau |

|                              |           |              |
| Künkel 65’, 70’ Bechtold 87’ | Marcatori | 29’ Emmerich |

| Arbitro: | Nützel |

|                 |           |                     |
| Berger 14’, 47’ | Marcatori | 46’ Künkel 53’ Metz |

| Arbitro: | Fleischer |

|                      |           |                 |
| Weber 50’ Künkel 70’ | Marcatori | 62’, 73’ Erhart |

| Arbitro: | Aldinger |

|                        |           |                            |
| Dürrschmidt 65’ (rig.) | Marcatori | 43’ Schmaltz 83’ Lindemann |

### Coppa di Germania
| Arbitro: | Klauser |

|                           |           |            |
| Schleiter 29’ Deutsch 81’ | Marcatori | 60’ Gerber |

| Arbitro: | Meuser |

|                                  |           |  |
| Willmsen 29’ Trimhold 87’ (rig.) | Marcatori |  |

## Statistiche

### Statistiche di squadra
| Competizione      | Punti | In casa | In casa | In casa | In casa | In casa | In casa | In trasferta | In trasferta | In trasferta | In trasferta | In trasferta | In trasferta | Totale | Totale | Totale | Totale | Totale | Totale | DR |
| Competizione      | Punti | G       | V       | N       | P       | Gf      | Gs      | G            | V            | N            | P            | Gf           | Gs           | G      | V      | N      | P      | Gf     | Gs     | DR |
| ----------------- | ----- | ------- | ------- | ------- | ------- | ------- | ------- | ------------ | ------------ | ------------ | ------------ | ------------ | ------------ | ------ | ------ | ------ | ------ | ------ | ------ | -- |
| 2. Bundesliga     | 39    | 19      | 13      | 3       | 3       | 47      | 22      | 19           | 3            | 4            | 12           | 21           | 40           | 38     | 16     | 7      | 15     | 68     | 62     | +6 |
| Coppa di Germania | -     | 1       | 1       | 0       | 0       | 2       | 1       | 1            | 0            | 0            | 1            | 0            | 2            | 2      | 1      | 0      | 1      | 2      | 3      | -1 |
| Totale            | 39    | 20      | 14      | 3       | 3       | 49      | 23      | 20           | 3            | 4            | 13           | 21           | 42           | 40     | 17     | 7      | 16     | 70     | 65     | +5 |

### Andamento in campionato
| Giornata  | 1  | 2  | 3  | 4 | 5 | 6 | 7 | 8 | 9 | 10 | 11 | 12 | 13 | 14 | 15 | 16 | 17 | 18 | 19 | 20 | 21 | 22 | 23 | 24 | 25 | 26 | 27 | 28 | 29 | 30 | 31 | 32 | 33 | 34 | 35 | 36 | 37 | 38 |
| --------- | -- | -- | -- | - | - | - | - | - | - | -- | -- | -- | -- | -- | -- | -- | -- | -- | -- | -- | -- | -- | -- | -- | -- | -- | -- | -- | -- | -- | -- | -- | -- | -- | -- | -- | -- | -- |
| Luogo     | T  | C  | T  | C | T | C | T | C | T | C  | T  | T  | C  | T  | C  | T  | C  | T  | C  | C  | T  | C  | T  | C  | T  | C  | T  | C  | T  | C  | C  | T  | C  | T  | C  | T  | C  | T  |
| Risultato | P  | V  | N  | V | V | V | N | N | P | P  | P  | P  | V  | P  | V  | P  | V  | P  | N  | V  | P  | V  | P  | P  | P  | V  | V  | V  | P  | P  | V  | N  | V  | P  | V  | N  | N  | V  |
| Posizione | 15 | 11 | 10 | 6 | 2 | 2 | 4 | 5 | 7 | 8  | 10 | 11 | 10 | 11 | 10 | 12 | 10 | 12 | 11 | 11 | 12 | 11 | 12 | 12 | 13 | 12 | 10 | 10 | 10 | 13 | 12 | 10 | 9  | 10 | 10 | 10 | 10 | 10 |

Legenda:

Luogo: C = Casa; T = Trasferta. Risultato: V = Vittoria; N = Pareggio; P = Sconfitta.

### Statistiche dei giocatori
| Giocatore       | 2. Bundesliga | 2. Bundesliga | 2. Bundesliga | 2. Bundesliga | Coppa di Germania | Coppa di Germania | Coppa di Germania | Coppa di Germania | Totale   | Totale | Totale      | Totale     |
| Giocatore       | Presenze      | Reti          | Ammonizioni   | Espulsioni    | Presenze          | Reti              | Ammonizioni       | Espulsioni        | Presenze | Reti   | Ammonizioni | Espulsioni |
| --------------- | ------------- | ------------- | ------------- | ------------- | ----------------- | ----------------- | ----------------- | ----------------- | -------- | ------ | ----------- | ---------- |
| W. Bechtold     | 37            | 6             | 3             | 0             | 2                 | 0                 | 0                 | 0                 | 39       | 6      | 3           | 0          |
| G. Deutsch      | 24            | 0             | 1             | 0             | 2                 | 1                 | 1                 | 0                 | 26       | 1      | 2           | 0          |
| M. Drexler      | 28            | 10            | 9             | 0             | 2                 | 0                 | 0                 | 0                 | 30       | 10     | 9           | 0          |
| H. Dörenberg    | 29            | 1             | 3             | 0             | 1                 | 0                 | 0                 | 0                 | 30       | 1      | 3           | 0          |
| U. Ebert        | 3             | 0             | 0             | 0             | 0                 | 0                 | 0                 | 0                 | 3        | 0      | 0           | 0          |
| W. Göbel        | 2             | 0             | 0             | 0             | 0                 | 0                 | 0                 | 0                 | 2        | 0      | 0           | 0          |
| R. Koch         | 2             | 1             | 0             | 0             | 0                 | 0                 | 0                 | 0                 | 2        | 1      | 0           | 0          |
| R. Künkel       | 25            | 13            | 1             | 0             | 1                 | 0                 | 0                 | 0                 | 26       | 13     | 1           | 0          |
| R. Lange        | 10            | 2             | 1             | 0             | 1                 | 0                 | 0                 | 0                 | 11       | 2      | 1           | 0          |
| H. Lindemann    | 31            | 11            | 4             | 0             | 1                 | 0                 | 1                 | 0                 | 32       | 11     | 5           | 0          |
| B. Metz         | 29            | 3             | 0             | 0             | 2                 | 0                 | 0                 | 0                 | 31       | 3      | 0           | 0          |
| W. Nöth         | 10            | 0             | 3             | 0             | 0                 | 0                 | 0                 | 0                 | 10       | 0      | 3           | 0          |
| H. Pampuch      | 26            | 1             | 0             | 0             | 1                 | 0                 | 0                 | 0                 | 27       | 1      | 0           | 0          |
| D. Rudolf       | 34            | 0             | 0             | 0             | 2                 | 0                 | 0                 | 0                 | 36       | 0      | 0           | 0          |
| K. Schleiter    | 26            | 4             | 4             | 0             | 2                 | 1                 | 0                 | 0                 | 28       | 5      | 4           | 0          |
| J. Schmaltz     | 23            | 4             | 2             | 0             | 1                 | 0                 | 1                 | 0                 | 24       | 4      | 3           | 0          |
| S. Sprey        | 5             | 0             | 0             | 0             | 0                 | 0                 | 0                 | 0                 | 5        | 0      | 0           | 0          |
| W. Wagner       | 37            | 0             | 4             | 0             | 2                 | 0                 | 2                 | 0                 | 39       | 0      | 6           | 0          |
| J. Weber        | 31            | 7             | 1             | 0             | 2                 | 0                 | 0                 | 0                 | 33       | 7      | 1           | 0          |
| W. Weiss        | 28            | 4             | 2             | 0             | 1                 | 0                 | 0                 | 0                 | 29       | 4      | 2           | 0          |
| E. Westenberger | 31            | 1             | 2             | 0             | 2                 | 0                 | 0                 | 1                 | 33       | 1      | 2           | 1          |